# Асано Нагаакира
Асано Нагаакира (яп. 浅野 長晟, 18 марта 1586 – 16 октября 1632) – японский даймё.

## Биография
Асано Нагаакира родился в 1586 году в семье Асано Нагамаса, вассала Тоётоми Хидэёси. В 1594 году Нагаакира сам стал вассалом Тоётоми, получив жалованье в размере 3 тысяч коку. Шесть лет спустя в битве при Сэкигахаре он присоединился к Токугаве Иэясу. После смерти Ёсинаги, Нагаакира стал даймё Вакаямы.
В 1615 году женился на Фурухимэ, третьей дочери Иэясу Токугавы.
В 1619 г. ему было пожаловано княжество Хиросима в провинции Аки с доходом в 426 тысяч коку, ставшее владением клана Асано на многие поколения.

### Осакская кампания
Во время осады Осаки, Нагаакира командовал частью армии Токугавы. Часть сторонников Тоётоми Хидэёри решили атаковать ставку Асано - замок Вакаяма. Атакующих возглавили Оно Харунага, Ханава Наоюки и Окабэ Норицуна. Основная часть войск Асано в это время осаждала Осаку, однако нападающих было немного, к тому же они были лишены возможности получить подкрепления – и Нагаакира принял решение дать бой недалеко от замка. В битве при Касии сторонники Хидэёри были разбиты. Окабэ и Ханава были убиты в бою, а Оно отступил обратно в Осаку. Нагаакира также участвовал в решающем сражении кампании - битве при Тэннодзи, где командовал арьергардом армии Токугава. Считается, что за время всей кампании Осака Нагаакира лично взял 44 головы противника.